# NGC 4787
NGC 4787 ist eine 14,6 mag helle linsenförmige Galaxie vom Hubble-Typ S0-a im Sternbild Haar der Berenike. Sie ist schätzungsweise 339 Millionen Lichtjahre von der Milchstraße entfernt und hat einen Durchmesser von etwa 110.000 Lj.
Im selben Himmelsareal befindet sich die Galaxie NGC 4789.
Das Objekt wurde am 3. April 1867 von Heinrich Louis d’Arrest entdeckt.